# Bactrocera perpusilla
Bactrocera perpusilla
 es una especie de insecto díptero que Drew describió científicamente por primera vez en 1971. Esta especie pertenece al género Bactrocera de la familia Tephritidae. Esta especie como plaga agrícola ha sido atacada por los agricultores en Nueva Caledonia.